# Amaranthus peruvianus
Amaranthus peruvianus är en amarantväxtart som först beskrevs av Johannes Conrad Schauer, och fick sitt nu gällande namn av Paul Carpenter Standley. Amaranthus peruvianus ingår i släktet amaranter, och familjen amarantväxter. Inga underarter finns listade i Catalogue of Life.